# Laura Jurca
Laura Jurca (o anche Laura Jurcă; Monaco di Baviera, 14 settembre 1999) è una ginnasta rumena, vice-campionessa nel concorso individuale e al volteggio ai Campionati Europei juniores di Sofia.
Nel 2013 è diventata campionessa nazionale junior al volteggio. È membro della nazionale rumena di ginnastica artistica e, fino al 2011, ha gareggiato per la squadra svizzera TV Lenzburg.

## Carriera

### 2012-2013: Festival Olimpico della Gioventù Europea
Nel 2012 partecipa al Gym Festival Trnava, dove vince la medaglia d'oro nel concorso a squadre. Ai Campionati Nazionali arriva settima al corpo libero.
La ginnasta fa il suo debutto internazionale nel 2013, gareggiando all'International Gymnix dove arriva settima con la squadra rumena. Successivamente partecipa ad un incontro amichevole contro la Francia: la nazionale vince l'oro, mentre individualmente arriva terza al volteggio, quinta al corpo libero e ottava nel concorso individuale.
L'evento più importante del 2013 per le ginnaste della categoria juniores è il XII EYOF di Utrecht, a cui la Jurca prende parte insieme ad Andreea Iridon e Silvia Zarzu. Svolgendo dei buoni esercizi, vince la medaglia di bronzo con la squadra e arriva seconda al volteggio. Arriva settima nel concorso individuale e sesta alla trave.
A settembre compete ai Campionati Nazionali, dove vince l'oro di squadra (con il CNS Cetate di Deva) e al volteggio a pari merito con Anamaria Ocolisan. Arriva sesta nel concorso individuale.

### 2014: Campionati Europei di Sofia e Giochi Olimpici Giovanili
Nel mese di marzo viene convocata per far parte della squadra junior per il Trofeo Città di Jesolo. Vince la medaglia d'argento nel concorso a squadre e al corpo libero, il bronzo al volteggio. Inoltre, arriva quarta nel concorso individuale, quinta alla trave e ottava alle parallele.
Il mese seguente, in preparazione per i Campionati Europei, compete in un triangolare con Francia e Belgio. Con degli ottimi esercizi arriva prima con la Romania e terza nel concorso individuale. Viene quindi scelta per partecipare agli Europei di Sofia. La squadra rumena sale sul gradino più basso del podio, realizzando un totale di 164.972 punti, arrivando dietro alla Gran Bretagna (165.005) e alla Russia (168.262). Questo piazzamento è anche merito della Jurca, che compete su tutti e quattro gli attrezzi, spiccando al volteggio (14.633) e al corpo libero (13.933). Si qualifica in terza posizione per la finale del concorso individuale (55.641). Nella giornata della finale, migliora di una posizione la sua qualifica, diventando vice-campionessa europea junior, con un punteggio complessivo di 55.698 (14.733 al volteggio, 12.933 alle parallele, 14.066 alla trave e 13.966 al corpo libero), dietro alla russa Angelina Mel'nikova e davanti alla britannica Elissa Downie. Diventa anche vice-campionessa al volteggio grazie ad una media di 13.383 punti.
Grazie agli esercizi svolti durante gli Europei riesce a qualificarsi per i Giochi Olimpici Giovanili di Nanjing, in Cina. Laura era una delle favorite per la vittoria di una medaglia nel concorso individuale, ma degli errori durante l'esercizio al corpo libero l'hanno fatta scivolare in settima posizione. Riesce comunque a qualificarsi per la finale di tutte le specialità. Arriva quarta al volteggio e al corpo libero, settima alle parallele e ultima alla trave.